# Брагс (Оклахома)
Брагс (енгл. Braggs) град је у америчкој савезној држави Оклахома.

## Демографија
По попису из 2010. године број становника је 259, што је 42 (-14,0%) становника мање него 2000. године.
| Група             | 2000.       | 2010.       |
| Белци             | 227 (75,4%) | 159 (61,4%) |
| Афроамериканци    | 5 (1,7%)    | 1 (0,4%)    |
| Азијати           | 0 (0,0%)    | 0 (0,0%)    |
| Хиспаноамериканци | 1 (0,3%)    | 5 (1,9%)    |
| Укупно            | 301         | 259         |